# The Lily (bâtiment)
The Lily (淺水灣道 129號) est un immeuble de 100 mètres  de hauteur construit à Repulse Bay dans Hong Kong de 2000 à 2006. L'immeuble comprend des ascenseurs panoramiques qui donnent une vue ininterrompue sur la mer.
L'immeuble a ouvert ses portes le 1° janvier 2010, après l'achèvement de la construction en 2005 et de longues années ou aucune unité n'a été vendue.
Il a été conçu par les agences d'architecture d'Arthur Kwok et du britannique Norman Foster.
Le promoteur (developer) est le Chinachem Group
Le coût total du bâtiment a été extrêmement élevé, il a atteint 1,04 milliard de $ US dont 710 millions de $ pour le terrain.